# Josef Bohumil Herclík
Josef Bohumil Herclík (* 8. April 1903 in Staré Benátky; † 17. September 1987 in Mladá Boleslav) war ein tschechischer Geigenbauer.

## Leben
Der Sohn des Geigenbauers František Herclík, dessen Bruder Ladislav Herclík den gleichen Beruf ausübte, lernte das Handwerk von 1917 bis 1919 bei seinem Vater. Danach besuchte er 1919 bis 1921 die Geigenbauschule in Schönbach. Von 1912 bis 1923 arbeitete er als Geselle bei Otakar Špidlen in Prag. 1924 kehrte er nach Mladá Boleslav zurück und führte die Werkstatt seines Vaters. Schon ein Jahr später machte er sich selbständig und stellte seinen Vater ein. Im Zweiten Weltkrieg schloss er sich der Widerstandsbewegung an und wurde von der Gestapo in Theresienstadt inhaftiert. Nach dem Krieg betrieb er sein Unternehmen weiter und bildete unter anderem Jiří Mrkvička und seinen Sohn Přemysl Herclík aus.
Neben dem Geigenbau widmete er sich auch der Musik. Er spielte Geige und Viola d’amore in der Jungbunzlauer Philharmonie und nahm an einigen internationalen Musikwettbewerben teil. Er war Gründungsmitglied des Zirkels der Kunstgeigenbauer.
Er fertigte zahlreiche Modelle nach Modellen von Antonio Stradivari, Guarneri, Emanuel Adam Homolka und Jan Kulík. Daneben stellte er einige Viola d’amore, Barocklauten und Hakenharfen her und restaurierte alte Instrumente.